# Aristide Tarnagda
Aristide Tarnagda (Ouagadougou, 1983) is een Burkinees schrijver, komiek en dramaturg. Tarnagda studeerde sociologie, en schreef zijn eerste werk voor theater in 2004. Hij is directeur van het festival Les Récréâtrales in Ouagadougou. In 2017 won hij de Grand prix littéraire d'Afrique noire voor zijn werk Terre rouge.

## Werken
- 2007: Il pleut de l'exil en Les Larmes du ciel d'août in: Écritures d'Afriques : dramaturgies contemporaines. Culturesfrance
- 2008: De l'amour au cimetière. Ouagadougou: Découvertes du Burkina
- 2013: Et si je les tuais tous madame ? en Les larmes du ciel d'août. Lansman
- 2016: Sank ou la Patience des morts. Lansman
- 2017: Terre rouge en Façons d'aimer. Lansman

- Bibliothèque nationale de France: cb159949748 (data)
- Gemeinsame Normdatei: 1189441535
- International Standard Name Identifier: 0000 0004 5316 5562
- Library of Congress Control Number: no2010101593
- Système universitaire de documentation: 145886301
- Virtual International Authority File: 122158441
- WorldCat: E39PBJvCV9G36XcMwQfkBhcHG3